# Orthotrichia morula
Orthotrichia morula är en nattsländeart som beskrevs av Wells 1979. Orthotrichia morula ingår i släktet Orthotrichia och familjen smånattsländor. Inga underarter finns listade i Catalogue of Life.